# Gran Premio motociclistico di Germania 1988
Il Gran Premio motociclistico di Germania fu il sesto appuntamento del motomondiale 1988.
Nell'alternanza dei circuiti utilizzati, quest'anno si svolse al Nürburgring il 29 maggio 1988 e corsero tutte le classi in singolo, oltre ai sidecar.
Le vittorie furono di Kevin Schwantz in classe 500, Luca Cadalora in classe 250, Ezio Gianola in classe 125, Jorge Martínez in classe 80 mentre tra i sidecar si impose l'equipaggio Rolf Biland/Kurt Waltisperg.

## Classe 500
Seconda vittoria dell'anno per lo statunitense Kevin Schwantz che ha preceduto il connazionale Wayne Rainey e il francese Christian Sarron. La classifica provvisoria del mondiale vede ancora in testa lo statunitense Eddie Lawson davanti all'australiano Wayne Gardner qui giunti rispettivamente al quarto e all'ottavo posto.

### Arrivati al traguardo
| Pos. | Pilota              | Moto   | Tempo      | Griglia | Punti |
| ---- | ------------------- | ------ | ---------- | ------- | ----- |
| 1    | Kevin Schwantz      | Suzuki | 1.01.52.27 | 9       | 20    |
| 2    | Wayne Rainey        | Yamaha | 1.02.17.30 | 2       | 17    |
| 3    | Christian Sarron    | Yamaha | 1.02.43.82 | 3       | 15    |
| 4    | Eddie Lawson        | Yamaha | 1.03.01.01 | 4       | 13    |
| 5    | Kevin Magee         | Yamaha | 1.03.04.44 | 5       | 11    |
| 6    | Pierfrancesco Chili | Honda  | 1.03.04.82 | 13      | 10    |
| 7    | Didier de Radiguès  | Yamaha | 1.03.12.55 | 11      | 9     |
| 8    | Wayne Gardner       | Honda  | 1.03.36.15 | 1       | 8     |
| 9    | Niall Mackenzie     | Honda  | 1 giro     | 6       | 7     |
| 10   | Shunji Yatsushiro   | Honda  | 1 giro     | 7       | 6     |
| 11   | Robert McElnea      | Suzuki | 1 giro     | 10      | 5     |
| 12   | Patrick Igoa        | Yamaha | 1 giro     | 14      | 4     |
| 13   | Petr Schleef        | Honda  | 2 giri     | 18      | 3     |
| 14   | Marco Papa          | Honda  | 2 giri     | 16      | 2     |
| 15   | Michael Rudroff     | Honda  | 2 giri     | 24      | 1     |
| 16   | Alessandro Valesi   | Honda  | 2 giri     | 25      |       |
| 17   | Marco Gentile       | Fior   | 2 giri     | 17      |       |
| 18   | Wolfgang von Muralt | Suzuki | 2 giri     | 32      |       |
| 19   | Maarten Duyzers     | Honda  | 2 giri     | 20      |       |
| 20   | Josef Doppler       | Honda  | 3 giri     | 34      |       |
| 21   | Helmut Schütz       | Honda  | 3 giri     | 31      |       |
| 22   | Ari Rämö            | Honda  | 3 giri     | 35      |       |
| 23   | Peter Sköld         | Honda  | 3 giri     | 36      |       |
| 24   | Niggi Schmassmann   | Honda  | 3 giri     | 29      |       |
| 25   | Bruno Kneubühler    | Honda  | 4 giri     | 21      |       |

### Ritirati
| Pilota            | Moto      | Motivo | Griglia |
| ----------------- | --------- | ------ | ------- |
| Andreas Leuthe    | Suzuki    |        | 28      |
| Hans-Jürg Butz    | Honda     |        | 22      |
| Peter Lindén      | Honda     |        | 30      |
| Hans Klingebiel   | Suzuki    |        | 33      |
| Ron Haslam        | Elf Honda |        | 12      |
| Manfred Fischer   | Honda     |        | 19      |
| Massimo Broccoli  | Cagiva    |        | 15      |
| Randy Mamola      | Cagiva    |        | 8       |
| Fabio Barchitta   | Honda     |        | 23      |
| Georg Robert Jung | Honda     |        | 27      |

## Classe 250
Situazione molto confusa durante le prove ufficiali con errori dei cronometristi e problemi di maltempo: il risultato è stato che la pole position è stata del pilota francese Thierry Rapicault non aduso a posizioni di vertice e il numero dei partenti è stato aumentato a 48.
La gara è stata poi vinta dall'italiano Luca Cadalora davanti agli spagnoli Sito Pons e Juan Garriga.

### Arrivati al traguardo
| Pos. | Pilota                    | Moto    | Tempo    | Griglia | Punti |
| ---- | ------------------------- | ------- | -------- | ------- | ----- |
| 1    | Luca Cadalora             | Yamaha  | 51.12.96 | 6       | 20    |
| 2    | Sito Pons                 | Honda   | 51.27.29 | 14      | 17    |
| 3    | Juan Garriga              | Yamaha  | 51.31.52 | 28      | 15    |
| 4    | Donnie McLeod             | EMC     | 51.33.42 | 13      | 13    |
| 5    | Reinhold Roth             | Honda   | 51.35.83 | 16      | 11    |
| 6    | Martin Wimmer             | Yamaha  | 51.42.81 | 4       | 10    |
| 7    | Jean-Francois Foray       | Yamaha  | 51.50.86 | 27      | 9     |
| 8    | Anton Mang                | Honda   | 51.54.44 | 2       | 8     |
| 9    | Dominique Sarron          | Honda   | 51.59.31 | 9       | 7     |
| 10   | Helmut Bradl              | Honda   | 52.00.15 | 25      | 6     |
| 11   | Hans Becker               | Yamaha  | 52.09.09 | 21      | 5     |
| 12   | Hermann Holder            | Seufert | 52.11.66 | 17      | 4     |
| 13   | Jean-Philippe Ruggia      | Yamaha  | 52.13.58 | 30      | 3     |
| 14   | Paolo Casoli              | Garelli | 52.15.36 | 15      | 2     |
| 15   | Stefano Caracchi          | Honda   | 52.25.38 | 8       | 1     |
| 16   | Andreas Preining          | Aprilia | 52.31.17 | 34      |       |
| 17   | Alberto Puig              | Honda   | 52.34.74 | 7       |       |
| 18   | Hervé Duffard             | Honda   | 52.35.01 | 18      |       |
| 19   | Hans Lindner              | Honda   | 52.35.40 | 10      |       |
| 20   | Bernard Schick            | Honda   | 52.43.07 | 33      |       |
| 21   | Jacques Cornu             | Honda   | 52.43.10 | 23      |       |
| 22   | Juan López Mella          | Honda   | 52.43.41 | 39      |       |
| 23   | Bernard Haenggeli         | Honda   | 52.46.00 | 37      |       |
| 24   | Jochen Schmid             | Honda   | 52.53.18 | 20      |       |
| 25   | Bruno Bonhuil             | Honda   | 53.02.14 | 40      |       |
| 26   | Ivan Troisi               | Yamaha  | 1 giro   | 47      |       |
| 27   | Javier Cardelús           | Aprilia | 1 giro   | 42      |       |
| 28   | Gerhard Häberle           | Rotax   | 1 giro   | 41      |       |
| 29   | Patrick van den Goorbergh | Honda   | 2 giri   | 38      |       |
| 30   | Martin Renfrey            | Honda   | 2 giri   | 32      |       |
| 31   | Kevin Mitchell            | Yamaha  | 2 giri   | 22      |       |
| 32   | Christian Boudinot        | Fior    | 3 giri   | 46      |       |
| 33   | Siegfried Minich          | Yamaha  | 3 giri   | 36      |       |

### Ritirati
| Pilota            | Moto    | Motivo | Griglia |
| ----------------- | ------- | ------ | ------- |
| Bruno Casanova    | Aprilia |        | 35      |
| Thierry Rapicault | Fior    |        | 1       |
| Rene Zanatta      | Yamaha  |        | 3       |
| August Auinger    | Aprilia |        | 5       |
| Masahiro Shimizu  | Honda   |        | 19      |
| Roland Busch      | Aprilia |        | 24      |
| Manfred Herweh    | Yamaha  |        | 26      |
| Carlos Lavado     | Yamaha  |        | 29      |
| Urs Lüzi          | Honda   |        | 31      |
| René Delaby       | Yamaha  |        | 43      |
| Alain Bronec      | Honda   |        | 45      |
| John Kocinski     | Yamaha  |        | 11      |
| Maurizio Vitali   | Rotax   |        | 44      |
| Engelbert Neumair | Aprilia |        | 12      |

## Classe 125
Nell'ottavo di litro vittoria per il pilota italiano Ezio Gianola su Honda; per la casa motociclistica giapponese si è trattato del ritorno al successo in questa cilindrata dopo oltre 20 anni, dal Gran Premio motociclistico delle Nazioni 1966. Sugli altri gradini del podio lo spagnolo Julián Miralles Caballero e l'olandese Hans Spaan.

### Arrivati al traguardo
| Pos. | Pilota                    | Moto    | Tempo    | Griglia | Punti |
| ---- | ------------------------- | ------- | -------- | ------- | ----- |
| 1    | Ezio Gianola              | Honda   | 51.18.77 | 5       | 20    |
| 2    | Julián Miralles Caballero | Honda   | 51.26.81 | 11      | 17    |
| 3    | Hans Spaan                | Honda   | 51.27.70 | 1       | 15    |
| 4    | Manuel Herreros           | Derbi   | 51.29.72 | 16      | 13    |
| 5    | Alfred Waibel             | Waibel  | 52.00.42 | 13      | 11    |
| 6    | Hisashi Unemoto           | Honda   | 52.04.20 | 12      | 10    |
| 7    | Gastone Grassetti         | Honda   | 52.22.95 | 4       | 9     |
| 8    | Domenico Brigaglia        | Rotax   | 52.23.54 | 10      | 8     |
| 9    | Luis Miguel Reyes         | Garelli | 52.28.35 | 17      | 7     |
| 10   | Ian McConnachie           | Cagiva  | 52.32.02 | 21      | 6     |
| 11   | Gerhard Waibel            | Honda   | 52.32.85 | 15      | 5     |
| 12   | Krysztof Galatowicz       | Honda   | 52.33.68 | 34      | 4     |
| 13   | Robin Appleyard           | Honda   | 52.38.76 | 28      | 3     |
| 14   | Bady Hassaine             | Honda   | 53.12.64 | 25      | 2     |
| 15   | Josef Fischer             | Rotax   | 1 giro   | 9       | 1     |
| 16   | Reinhard Strack           | Honda   | 1 giro   | 27      |       |
| 17   | Paul Bordes               | Honda   | 1 giro   | 36      |       |
| 18   | Rafael Roses-Bohigues     | Cobas   | 4 giri   | 26      |       |

### Ritirati
| Pilota             | Moto    | Motivo | Griglia |
| ------------------ | ------- | ------ | ------- |
| Allan Scott        | Honda   |        | 24      |
| Pier Paolo Bianchi | Cagiva  |        | 14      |
| Johnny Wickström   | Honda   |        | 29      |
| Heinz Lüthi        | Honda   |        | 22      |
| Manuel Hernández   | Honda   |        | 31      |
| Kōji Takada        | Honda   |        | 19      |
| Lucio Pietroniro   | Honda   |        | 3       |
| Serge Julin        | Rotax   |        | 18      |
| Corrado Catalano   | Aprilia |        | 33      |
| Stefan Prein       | Honda   |        | 23      |
| Stefan Dörflinger  | Honda   |        | 20      |
| Mike Leitner       | LCR     |        | 6       |
| Esa Kytölä         | Honda   |        | 32      |
| Jorge Martínez     | Derbi   |        | 2       |
| Adi Stadler        | Honda   |        | 7       |
| K.D. Kindle        | Honda   |        | 30      |
| Jos van Dongen     | Honda   |        | 35      |
| Hubert Abold       | Honda   |        | 8       |

### Non qualificati
| Pilota               | Moto    |
| -------------------- | ------- |
| Thierry Feuz         | Rotax   |
| Jörg Seel            | Seel    |
| Jussi Hautaniemi     | Honda   |
| Juan Ramon Bolart    | Cobas   |
| Christian Le Badezet | Honda   |
| Günther Schirnhofer  | Honda   |
| Fernando Nicolas     | Cobas   |
| Taru Rinne           | Honda   |
| Jean-Claude Selini   | Honda   |
| Francisco Debon      | Arbizu  |
| Norbert Peschke      | Rotax   |
| Robin Milton         | Rotax   |
| Ralf Waldmann        | Rotax   |
| Flemming Kistrup     | Hummel  |
| Andrés Sánchez       | Rotax   |
| Peter Baláz          | Honda   |
| Karl Dauer           | Hummel  |
| Jan Eggens           | EGA     |
| Chris Baert          | Casal   |
| Fausto Gresini       | Garelli |

## Classe 80
Terzo successo consecutivo nella stagione per il pilota spagnolo Jorge Martínez davanti ai connazionali e compagni di squadra in Derbi Àlex Crivillé e Manuel Herreros. Anche la classifica iridata rispecchia quella della gara con gli stessi tre piloti nei primi posti.

### Arrivati al traguardo
| Pos. | Pilota             | Moto      | Tempo    | Griglia | Punti |
| ---- | ------------------ | --------- | -------- | ------- | ----- |
| 1    | Jorge Martínez     | Derbi     | 41.44.45 | 1       | 20    |
| 2    | Àlex Crivillé      | Derbi     | 42.09.40 | 2       | 17    |
| 3    | Manuel Herreros    | Derbi     | 42.16.43 | 4       | 15    |
| 4    | Gabriele Gnani     | Gnani     | 42.44.13 | 18      | 13    |
| 5    | Giuseppe Ascareggi | BBFT      | 43.08.00 | 14      | 11    |
| 6    | Jos van Dongen     | Casal     | 43.18.17 | 10      | 10    |
| 7    | Adrie Nijenhuis    | Casal     | 43.43.87 | 21      | 9     |
| 8    | Heinz Paschen      | Kiefer    | 43.50.38 | 16      | 8     |
| 9    | Hans Koopman       | Ziegler   | 43.50.98 | 13      | 7     |
| 10   | Paolo Priori       | Krauser   | 44.02.95 | 36      | 6     |
| 11   | Günter Schirnhofer | Krauser   | 44.04.42 | 15      | 5     |
| 12   | René Dünki         | Krauser   | 44.08.08 | 30      | 4     |
| 13   | Stefan Brägger     | Casal     | 44.08.46 | 27      | 3     |
| 14   | Hagen Klein        | Honda     | 1 giro   | 25      | 2     |
| 15   | Karoly Juhasz      | Krauser   | 1 giro   | 7       | 1     |
| 16   | Bert Smit          | Minarelli | 1 giro   | 12      |       |
| 17   | Ralf Waldmann      | Seel      | 1 giro   | 33      |       |
| 18   | Matthias Ehinger   | Krauser   | 1 giro   | 34      |       |
| 19   | Paul Bordes        | RB Moto   | 1 giro   | 24      |       |
| 20   | Rolf Hobl          | Krauser   | 1 giro   | 35      |       |
| 21   | Reiner Scheidhauer | Seel      | 1 ronde  | 11      |       |
| 22   | Jacques Bernard    | Fantic    | 2 giri   | 9       |       |

### Ritirati
| Pilota                | Moto    | Motivo | Griglia |
| --------------------- | ------- | ------ | ------- |
| Stuart Edwards        | Casal   |        | 29      |
| Peter Öttl            | Krauser |        | 5       |
| Jaime Mariano-Torrens | Cobas   |        | 17      |
| Undine Kummer         | Krauser |        | 32      |
| Reiner Kunz           | Ziegler |        | 20      |
| Herri Torrontegui     | Autisa  |        | 6       |
| Bogdan Nikolov        | Krauser |        | 28      |
| Javier Arumi          | Krauser |        | 23      |
| Stefan Dörflinger     | Krauser |        | 3       |
| Serge Julin           | Casal   |        | 8       |
| Jörg Seel             | Seel    |        | 19      |
| Reiner Koster         | Casal   |        | 22      |
| Alojz Pavlič          | Seel    |        | 26      |
| Michael Schwander     | Seel    |        | 31      |

### Non qualificati
| Pilota           | Moto       |
| ---------------- | ---------- |
| Ian McConnachie  | Autisa     |
| Kees Besseling   | CJB        |
| Thomas Engl      | Esch       |
| Bernd Völkel     | Loeffler   |
| Petra Schwander  | Seel       |
| Stefan Kurfiss   | Ziegler    |
| Philippe Desmet  | Huvo       |
| Joaquin Gali     | Krauser    |
| Chris Baert      | Casal      |
| Dennis Batchelor | Krauser    |
| Hubert Abold     | Krauser    |
| Otto Machinek    | Om-Spezial |

## Classe sidecar
Nella gara delle motocarrozzette, disputata al sabato, Rolf Biland-Kurt Waltisperg vincono grazie a un sorpasso all'ultimo giro su Steve Webster-Tony Hewitt, malgrado la loro performance sembrasse compromessa da un problema al motore, poi rientrato, che gli aveva fatto perdere alcune posizioni. Un altro problema meccanico costringe invece Egbert Streuer-Bernard Schnieders ad accumulare diversi giri di ritardo per le riparazioni; termineranno 14º e ultimi ottenendo comunque 2 punti iridati. Ritirati Alain Michel-Jean-Marc Fresc.
In classifica dopo due gare Biland è a punteggio pieno a 40, davanti a Webster a 32, Zurbrügg (qui terzo) a 21 e Streuer a 19.

### Arrivati al traguardo (posizioni a punti)[5]
| Pos | Pilota             | Passeggero         | Moto          | Tempo    | Punti |
| --- | ------------------ | ------------------ | ------------- | -------- | ----- |
| 1   | Rolf Biland        | Kurt Waltisperg    | LCR-Krauser   | 45'28"87 | 20    |
| 2   | Steve Webster      | Tony Hewitt        | LCR-Krauser   | 45'30"79 | 17    |
| 3   | Alfred Zurbrügg    | Martin Zurbrügg    | LCR-Yamaha    | 45'57"24 | 15    |
| 4   | Fritz Stölzle      | Hubert Stölzle     | LCR-Krauser   | 46'09"54 | 13    |
| 5   | Bernd Scherer      | Thomas Schröder    | BSR-Krauser   | 46'17"52 | 11    |
| 6   | Wolfgang Stropek   | Hans-Peter Demling | LCR-Krauser   | 46'26"36 | 10    |
| 7   | Theo van Kempen    | Simon Birchall     | LCR-Yamaha    | 46'41"40 | 9     |
| 8   | Pascal Larratte    | Jacques Corbier    | LCR-Yamaha    | 46'52"97 | 8     |
| 9   | Markus Egloff      | Urs Egloff         | LCR-ADM       | 46'58"71 | 7     |
| 10  | Steve Abbott       | Shaun Smith        | Windle-Yamaha | 47'01"97 | 6     |
| 11  | Barry Brindley     | Graham Rose        | LCR-Yamaha    |          | 5     |
| 12  | Yoshisada Kumagaya | Brian Barlow       | Windle-Yamaha |          | 4     |
| 13  | Derek Jones        | Peter Brown        | LCR-Yamaha    |          | 3     |
| 14  | Egbert Streuer     | Bernard Schnieders | LCR-Yamaha    |          | 2     |